# メアリー・アン・ビーヴァン
メアリー・アン・ビーヴァン（英語: Mary Ann Bevan、1874年12月20日 - 1933年12月26日）は、イギリスの看護師、見世物小屋芸人。先端巨大症を発症してからは、「世界一醜い女性」としてサーカスの見世物小屋巡業を行った。

## 経歴

### 前半生
メアリーは、1874年12月20日にロンドンのニューアム区プレイストウで、労働者階級だったウェブスター家で誕生した。なお、メアリー以外にもウェブスター家には7人の子供がいた。看護師の道に進んだメアリーは、1902年にトーマス・ビーヴァンと結婚し、4人の子供を儲けている。しかし、1914年にトーマスの急逝によって未亡人となった。

### 見世物小屋芸人
トーマスと結婚して間もない32歳ごろから、メアリーには先端巨大症の症状が現れ始めた。症状の進行に伴い、成長異常と顔面の変形に起因する激しい頭痛と視力の低下に悩まされるようになった。トーマスの死後、彼女には4人の子供を養える経済力はなかったため、自身の外見を利用して「醜い女性コンテスト」に出場し、優勝を掴み取ることとなった。
1920年、アメリカの興行師であるサミュエル・W・ガンパーツに雇われたメアリーは、ニューヨーク・コニーアイランドの遊園地であるドリームランドの見世物小屋で働き始めた。以降、生涯の大半をドリームランドの芸人として過ごすことになる。また、亡くなるまでリングリング・ブラザーズ・サーカスにも出演し続けた。1926年の新聞記事では、メアリーは同情されることを嫌う、親しみやすい女性であると伝えられている。

### 死後
2000年代初頭、グリーティングカード会社であるホールマークがイギリスで販売したバースデーカードに、メアリーの画像が用いられた。このカードには、イギリスの恋愛バラエティ番組である「ブラインドデート」を真似た文言が挿入されていた。この番組では、お互いの顔を見せず、交わす言葉だけでパートナーを選ぶ手法がとられているが、このカードには「画面が戻ったとき、『3番を選ぶよ、シラ。』といったことを必ず後悔するだろう。」と書かれていた。
カードの発売後、オランダの医師から、「病気の結果で外見が変わってしまった女性に対して失礼ではないか」との苦情が寄せられた。ホールマーク社は不適切であったことを認め、カードの発売を中止している。